# Taintnops paposo
Espèce
Taintnops paposo est une espèce d'araignées aranéomorphes de la famille des Caponiidae.

## Distribution
Cette espèce est endémique de la région d'Antofagasta au Chili,. Elle se rencontre à Taltal vers 52 m d'altitude dans la réserve nationale Paposo.

## Description
Taintnops paposo compte deux yeux. La femelle holotype mesure 3,9 mm.

## Étymologie
Son nom d'espèce lui a été donné en référence au lieu de sa découverte, la réserve nationale Paposo.

## Publication originale
- Brescovit & Sánchez-Ruiz, 2016 : Descriptions of two new genera of the spider family Caponiidae (Arachnida, Araneae) and an update of Tisentnops and Taintnops from Brazil and Chile. ZooKeys, no 622, p. 47-88 (texte intégral).